# Абрикос сибирский
Абрико́с сиби́рский (лат. Prúnus sibírica) — вид растений рода Слива (секция Абрикос — Armeniaca).

## Ботаническое описание

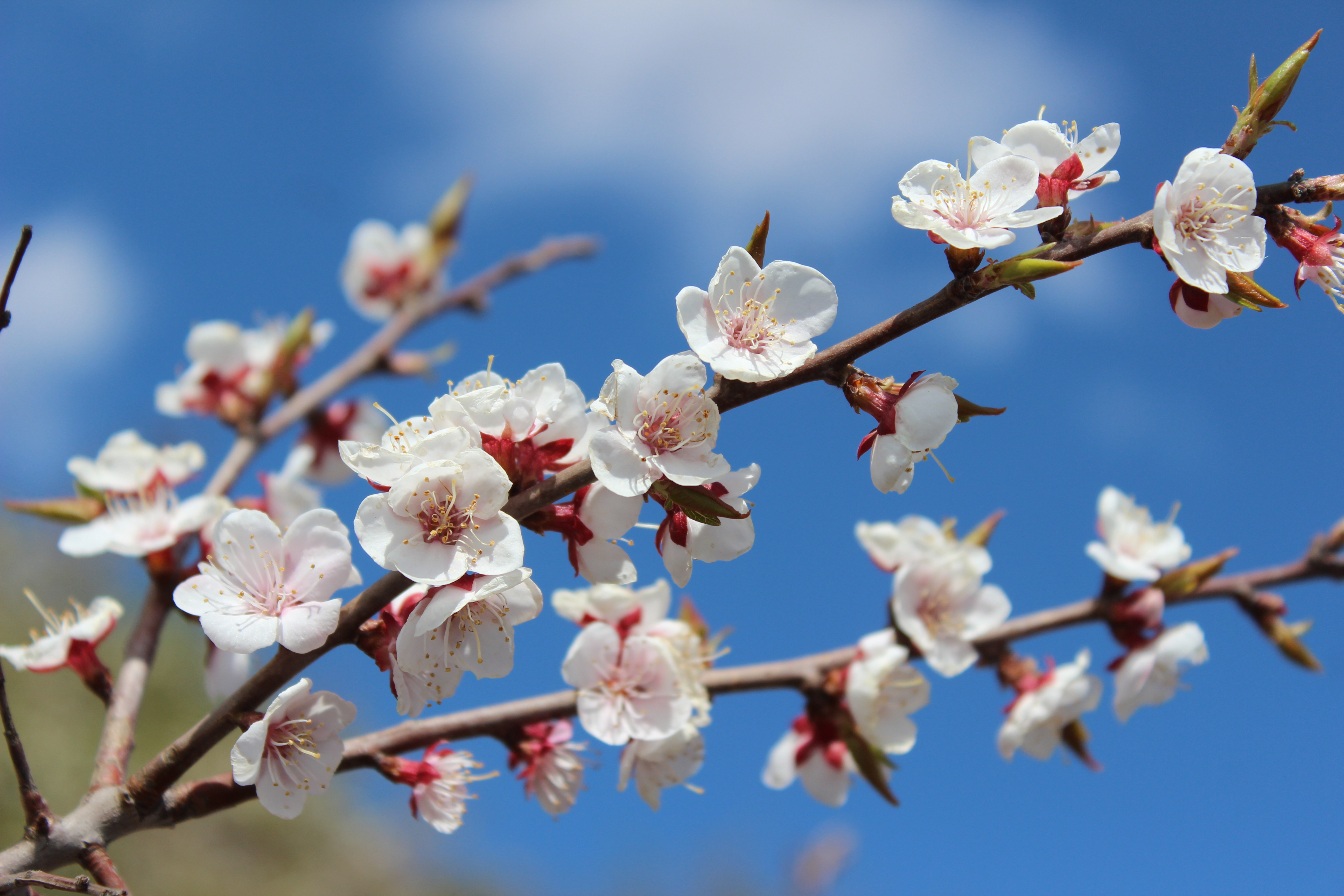
Цветение сибирского абрикоса в Харатах

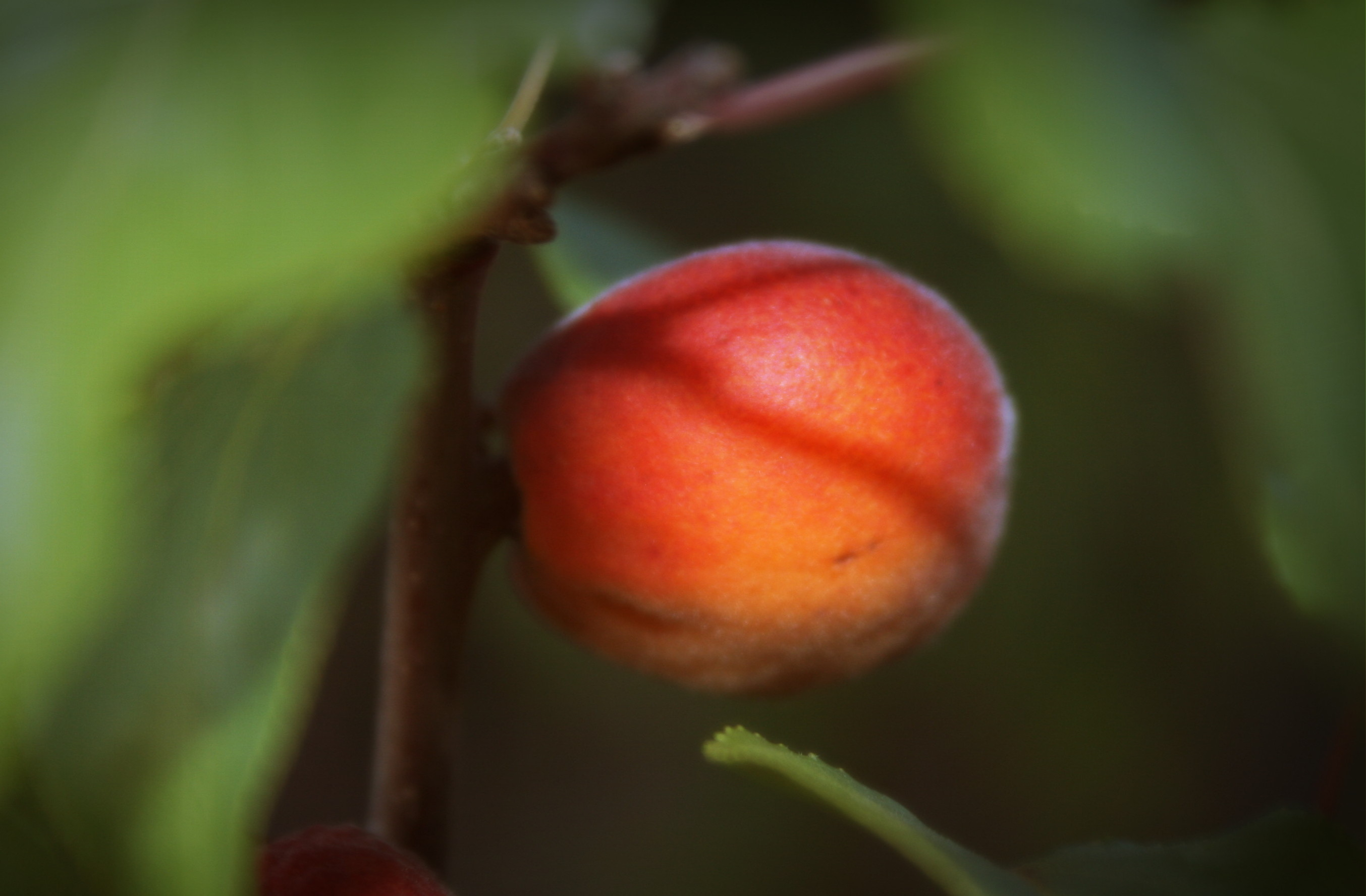
Плод сибирского абрикоса на горе Хараты

Деревце до 3 м высоты или куст с голыми серовато-коричневыми побегами. Листья округло-яйцевидные, 3—10 см длины и 2—6 см ширины, коротко-заостренные, мелкозубчатые, с острыми или тупыми зубцами. Цветки бледно-розовые, обильные, до 2 см в диаметре, почти сидячие. Плоды округлые, сжатые с боков, 1,2—2 см в диаметре, опушенные, жёлтые, с грубой и сухой, при созревании растрескивающейся, горьковатой мякотью, несъедобные. Цветёт в апреле — мае, плоды созревают в августе.

## Распространение и экология
Встречается в Восточной Сибири, Северо-Восточном Китае, Монголии, Корее. На Дальнем Востоке встречается только в Приморском крае — в Октябрьском, Уссурийском и Пограничном районе, где растёт на южных склонах вместе с дубом и с абрикосом маньчжурским.
Неприхотливый, нетребовательный к почве, засухоустойчивый и самый зимостойкий вид абрикоса — произрастает даже в суровом Забайкалье. Плохо переносит оттепели во второй половине зимы.
От абрикоса маньчжурского отличается меньшими размерами (в высоту не превышает 5 м). Все фазы сезонного развития проходят раньше, чем у абрикоса маньчжурского.
Число плодов на одну особь, в зависимости от характера местообитания и других факторов, колеблется в пределах от 26 до 75 штук. Плоды — растрескивающиеся вдоль шва сухие костянки диаметром 2 — 2,5 см, серовато-жёлтого цвета, имеют кисло-терпкий вкус, почти не съедобные.
Абрикосники — реликтовые кустарниковые сообщества, формируемые абрикосом сибирским.
Абрикос сибирский занесён в Красную книгу Бурятии.
В культуре с 1800 года.

## Значение и применение
Медоносное растение. Продуктивность при сплошном произрастании 33—40 кг/га.
Декоративен. Пригоден для озеленения, укрепления склонов, откосов и покрытия каменистых мест.
И. В. Мичурин использовал его при выведении нескольких культурных сортов абрикоса.